# Timia
Timia är ett släkte av tvåvingar. Timia ingår i familjen fläckflugor.

## Dottertaxa tillTimia, i alfabetisk ordning[1]
- Timia abstersa
- Timia albiantennata
- Timia albifacies
- Timia alini
- Timia amoena
- Timia anomala
- Timia apicalis
- Timia arianica
- Timia asiatica
- Timia berlandi
- Timia beybienkoi
- Timia camillae
- Timia canaliculata
- Timia carbonaria
- Timia danieli
- Timia desparsata
- Timia dimidiata
- Timia emeljanovi
- Timia emiliae
- Timia erythrocephala
- Timia gobica
- Timia golbeki
- Timia gussakovskyi
- Timia hirtipes
- Timia jakowlewi
- Timia kaszabi
- Timia kerzhneri
- Timia klugi
- Timia komarowii
- Timia libani
- Timia melanorrhina
- Timia mongolica
- Timia monticola
- Timia nasuta
- Timia nigriantennata
- Timia nigriceps
- Timia nigrimana
- Timia nigripes
- Timia orientalis
- Timia pamirensis
- Timia paramoena
- Timia parva
- Timia persica
- Timia planiceps
- Timia polychaeta
- Timia problematica
- Timia protuberans
- Timia pubescens
- Timia pulchra
- Timia punctulata
- Timia reitteri
- Timia testacea
- Timia turgida
- Timia xanthaspis
- Timia xanthostoma